# NGC 738
NGC 738 é uma galáxia lenticular (S0) localizada na direcção da constelação de Triangulum. Possui uma declinação de +33° 03' 32" e uma ascensão recta de 1 horas, 56 minutos e 45,6 segundos.
A galáxia NGC 738 foi descoberta em 11 de Outubro de 1850 por William Parsons.